# Maria Ugolkova
Maria Ugolkova, née le 18 juillet 1989 à Moscou, est une nageuse suisse d'origine russe, spécialiste du 4 nages.

## Biographie
Née en Russie, elle arrive en Suisse au début de l'adolescence, lorsque sa mère se voit offrir le poste d'entraîneuse dans le club de natation de Lugano. Jusqu'en 2012, elle concourt sous les couleurs russes, mais après sa qualification pour les Jeux olympiques d'été de 2012, l'entraîneur national n'accepte pas le fait qu'elle ne vive pas en Russie et la fait rayer de la liste des concurrents pour son pays.
Elle est naturalisée suisse en juin 2016 pour pouvoir participer aux compétitions internationales sous les couleurs de ce pays. En 2016, aux Championnats d'Europe de natation 2016 à Londres, elle bat le record de Suisse du 200 m 4 nages en 2 min 13 s 34 mais terminant seulement 6e de la finale. Elle se qualifie aux Jeux olympiques d'été de 2016 où elle termine 14e du relais 4 × 100 m nage libre avec ses compatriotes suisses, battant le record de Suisse de la discipline. En 200 m 4 nages, elle ne réussit pas à passer le cap des séries, finissant 19e en 2 min 13 s 77.
Aux Championnats d'Europe de natation 2018 à Glasgow, elle remporte la médaille de bronze du 200 m 4 nages en 2 min 10 s 83 derrière la Hongroise Katinka Hosszú et l'Italienne Ilaria Cusinato, battant le record de Suisse de la discipline,.

## Palmarès
- Championnats d'Europe de natation
  - Championnats d'Europe de natation 2018 à Glasgow ( Royaume-Uni) :
    -  Médaille de bronze du 200 m 4 nages